# Mathieu Sapin
Mathieu Sapin (Dijon, 7 oktober 1974) is een Frans stripauteur. 
Mathieu Sapin kwam als kind in aanraking met verschillende soorten strip door het werk van zijn moeder, die bibliothecaris was. Hij studeerde Arts déco in Straatsburg. Ook leerde hij het vak bij striptekenaars die in Angoulême wonen. Hij werkte in een atelier samen met Christophe Blain, Riad Sattouf en Joann Sfar. Zijn strip Supermurgeman is een parodie op de superhelden strip The Phantom. De superheld van Sapin draagt een rose slip met pantermotief en heeft een onuitstaanbaar karakter. Megaron is een parodie op het genre van heroic fantasy. Sapin maakt zowel strips als tekenaar als als scenarist voor anderen. Hij maakt ook reportages door middel van strips, onder andere een reportage achter de coulissen bij de draaien van de film rond Serge Gainsbourg (Feuille de chou). Hij werkte ook voor het stripblad Spirou, onder andere als tekenaar voor de strip Kräkaendraggon op scenario van Lewis Trondheim.
Sapin maakte ook stripbewerkingen van literaire werken: Docteur Ox van Jules Verne en Les Malheurs de Sophie van de gravin de Ségur. In deze laatste strip volgt Sapin redelijk trouw de originele tekst, maar geeft een eigen toets aan het moraliserend verhaal en voegt er eigen nevenpersonages en moderne elementen zoals auto's en de euro aan toe.

## Werk
- Supermurgeman (Dargaud)
- Megaron, tekeningen Patrick Pion
- Feuille de chou (journal d'un tournage) (Delcourt)
- Paulette comète, tekeningen Christian Rossi (Dargaud)
- La fille du savant fou (Delcourt)
- Akissi, scenario Marguerite Abouet (Gallimard)
- Docteur Ox
- Les Malheurs de Sophie (Gallimard)
- Gerard (cinq années dans les pattes de Depardieu) (Dargaud)
- Comédie française (Voyages dans l'antichambre du pouvoir) (Dargaud)

- Biblioteca Nacional de España: XX5283788
- Bibliothèque nationale de France: cb14406892j (data)
- Gemeinsame Normdatei: 141777060
- International Standard Name Identifier: 0000 0000 8352 6593
- Library of Congress Control Number: no2013067156
- Nationale Bibliotheek van Tsjechië: xx0313040
- Nationale Bibliotheek van Israël: 987007406755305171
- Nederlandse Thesaurus van Auteursnamen: 260639206
- Système universitaire de documentation: 086102893
- Virtual International Authority File: 5145633
- WorldCat: E39PBJqjYfymFmpCM3JkGhKfMP